# فلیسیانو پردوکا
فلیسیانو پردوکا (اسپانیایی: Feliciano Perducca‎; ۹ ژوئن ۱۹۰۱ – ۲۲ اوت ۱۹۷۶) بازیکن فوتبال اهل آرژانتین بود.
از باشگاه‌هایی که در آن بازی کرده‌است می‌توان به باشگاه فوتبال راسینگ کلوب آویاندا اشاره کرد.
وی همچنین در تیم ملی فوتبال آرژانتین بازی کرده‌است.
وی در مسابقات کشوری و بین‌المللی در مجموع برندهٔ ۱ مدال نقره شده‌است.